# 靜內郡
靜內郡（日语：〔〕／ Shizunai gun */?）為過去位於日本北海道日高支廳中部的郡，已於2006年3月31日因轄下唯一的靜內町與三石郡三石町合併而廢除。
郡名源自阿伊努語的「sut-nay」（山腳下的河流）、「sutu-nay」（葡萄藤的河流）或「si-huci-nay」（祖母的河流）。

## 轄區
轄區包含1町：
- 靜內町

## 沿革
- 1869年8月15日：北海道設置11國86郡，日高國靜內郡成立。
- 1880年：設置勇拂外5郡役所（勇拂郡、白老郡、千歲郡、沙流郡、新冠郡、靜內郡）於苫小牧村。[2]
- 1897年11月：北海道實施支廳制，靜內郡隸屬浦河支廳之管轄，此時靜內郡下轄下下方村、上下方村、中下方村、遠拂村、碧蘂村、市父村、幕別村、捫別村、目名村、農家村、有良村、春立村、婦蟹村、佐妻村、音江村、遠別村。[3]（16村）
- 1909年4月1日：靜內郡轄下16村合併為靜內村，並成為北海道二級村。[4]（1村）
- 1924年4月1日：靜內村改為北海道一級村。
- 1931年10月1日：靜內村改制為靜內町。
- 1932年：浦河支聽改名為日高支廳。
- 1943年6月1日：北海道一級二級町村制廢止。
- 2006年3月31日：靜內町和三石郡三石町合併為新成立的新日高町，並隸屬新設立的日高郡。靜內郡因已無管轄之町村而同時廢除。

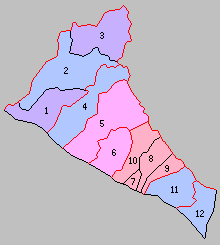
北海道一・二級町村制施行時静内郡下辖町村（5.静内村 桃：日高郡新日高町）